# Real Saragosse
Pour les articles homonymes, voir Saragosse (homonymie).
Maillots
Actualités
| \| Saragosse \| Le club est basé à Saragosse. |
| Saragosse                                     |

Le Real Zaragoza est un club espagnol de football, fondé le 18 mars 1932 et basé à Saragosse, en Aragon.
Le Real Saragosse évolue lors de la plus grande partie de son histoire en première division espagnole, ce qui en fait le 9e club espagnol en termes de points obtenus dans l'élite. Le club n'a jamais été champion d'Espagne, mais a remporté la coupe du Roi à six reprises, ainsi que la coupe des villes de foires en 1964 et la coupe d'Europe des vainqueurs de coupe en 1995.
L'équipe évolue traditionnellement en blanc, et reçoit à La Romareda, un stade contenant 33 608 places (en attendant la construction du Nouveau stade de la Romareda). Elle évolue en deuxième division espagnole.

## Repères historiques

### Des débuts prometteurs
Le FC Saragosse (ou Zaragoza FC) naît officiellement le 18 mars 1932 de la fusion des deux clubs rivaux de la ville, le Zaragoza CD (lui-même fondé en 1925 par la fusion du Stadium FC et du Zaragoza FC) et le club d'Iberia SC. José Maria Gayarre devient le premier président de ce club qui dispute son premier match amical deux jours après sa fondation contre l'équipe de Valladolid (victoire 4-0 avec des buts de Rolloso (2), Zorrozúa et Anduiza) dans l'ancienne enceinte d'Iberia SC, le Torrero, qui devient le stade du club nouvellement créé.
Durant les années 1930, l'équipe de Saragosse ne cesse de progresser avec une génération de joueurs talentueux, les Alifantes mais la Guerre d'Espagne brise net leur ascension vers les sommets et la Liga.

### La période sombre des années 1940 et 1950
Les années sombres passent pour l'Espagne et le championnat reprend. Mais au cours des années 1940 et 1950, le Real Saragosse n'y joue pas les premiers rôles, le club aragonais alternant entre montées et descentes en Première Division et passages plus ou moins longs dans les divisions inférieures.
Le 30 mars 1951, le club est renommé Real Zaragoza CD, et accueille sur son emblème les insignes royales.
Le 8 septembre 1957, le Real quitte son stade originel du Torrero (vendu pour éponger les dettes du club) et dispute sa première rencontre dans sa nouvelle enceinte de La Romareda.

### L'âge d'or des années 1960
Les années qui suivent l'installation dans la nouvelle enceinte coïncide avec une période faste pour le club qui réussit de gros coups sur le marché des transferts et lui rapporte ses premiers trophées. En 1964, le club remporte sa première Coupe d'Espagne en battant en finale l'Atlético de Madrid 2-1 (avec des buts de Villa et de Lapetra). La même année, les Aragonais enlèvent la Coupe des villes de foires, ancêtre de la Coupe UEFA en l'emportant 2-1 en finale contre le Valence CF au Nou Camp de Barcelone (buts de Villa et Marcelino). L'équipe, surnommée Los Magníficos, termine chaque saison parmi les cinq premiers du championnat entre 1961 et 1968 et atteint 4 fois consécutivement la finale de la Coupe du Roi en 1963, 1964, 1965 et 1966 (deux victoires en 1964 et 1966). Au cours de la saison 1961-1962, et pour la première et pour l'instant dernière fois de l'Histoire du club un des joueurs de l'équipe aragonaise, le Péruvien Juan Seminario avec 25 buts est Pichichi, c'est-à-dire meilleur buteur du Championnat. Canário, Eleutério Santos, Marcelino Martínez, Juan Manuel Villa, Severino Reija ou Carlos Lapetra sont les autres héros de cette période dorée.
Par la suite, Saragosse atteint également la demi-finale de la Coupe des coupes en 1965 (vaincu par West Ham le futur vainqueur) et s'incline de peu en finale de la Coupe des villes de foires en 1966 contre le FC Barcelone (défaite 4-2 dans son stade de La Romareda après l'avoir emporté 1-0 au match aller au Nou Camp).

### La traversée du désert des décennies 1970 et 1980
Le départ de quelques joueurs phares du club coïncide avec le déclin irrémédiable des Aragonais à la fin des années 1960. Les supporters ne le savent pas encore mais ils devront attendre vingt ans (la Coupe d'Espagne en 1986) pour voir le capitaine de leur équipe favorite soulever un nouveau trophée. Malgré cette période de vaches maigres, le jeu proposé par les Aragonais est intéressant et spectaculaire grâce notamment à l'importante diaspora sud-américaine présente sur les bords de l'Èbre. Cette équipe des années 1970 est d'ailleurs surnommée Los Zaraguayos du nom des Paraguayens et Uruguayens qui composent l'équipe: "Cacho" Blanco, Soto, "Lobo" Diarte, Ocampo et surtout "Nino" Arrúa considéré comme l'un des meilleurs joueurs sud-américains de l'époque. Durant la saison 1973-1974, les hommes de Carriega décrochent néanmoins la 3e place au classement. La saison suivante, Saragosse décroche pour la première fois de son Histoire la place de vice-champion en battant le FC Barcelone lors de la dernière journée.
Alors que le club semble connaître un spectaculaire redressement, le Real connaît une triste saison 1975-1976 (14e) avant d'être relégué la saison suivante en Segunda División. Le séjour au purgatoire dure un an seulement mais la dynamique est rompue. Le club vivote dans le ventre mou du Championnat jusqu'à la saison 1985-1986 où les hommes de Luis Costa atteignent la quatrième place au classement et surtout remporte la Coupe d'Espagne face au FC Barcelone (victoire 1-0 au Stade Vicente Calderón de Madrid grâce à un but de Rubén Sosa) après avoir sorti le Real Madrid en demi-finale. C'est le premier titre du club (hormis le titre de Champion de D2 en 1978) depuis 20 ans. Le club continue sur la lancée de cet excellent parcours en Coupe en atteignant les demi-finales de la Coupe des coupes 1987 battu seulement par l'Ajax Amsterdam (après avoir sorti l'AS Rome au premier tour).

### Les succès de Víctor Fernández

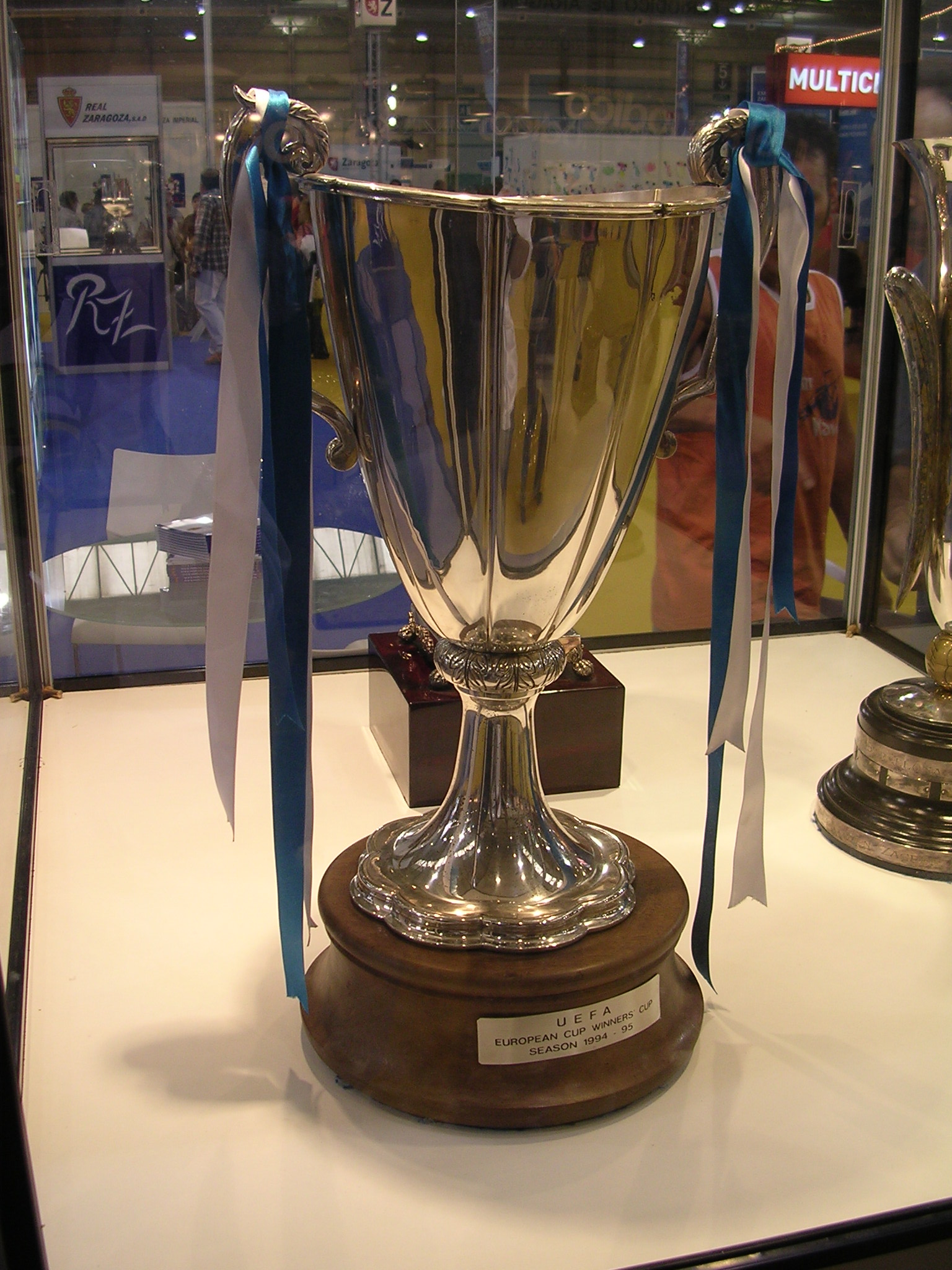
Saragosse, soulève la Coupe des coupes 1995.

Le club retombe ensuite quelques années dans l'anonymat du ventre mou (flirtant même avec la relégation lors de la saison 1990-1991) mais remonte la pente sous l'impulsion d'un jeune entraîneur de 30 ans, Víctor Fernández qui impose à son équipe un jeu spectaculaire. Après avoir atteint la finale de la Coupe du Roi 1993 (défaite 2-0 face au Real Madrid, et pris sa revanche l'année suivante lors de l'édition 1994 (0-0 et victoire aux tirs au but face au Celta de Vigo), Saragosse remporte la coupe d'Europe des vainqueurs de coupe 1995, en prenant le meilleur sur les Anglais d'Arsenal en finale (2-1 a.p.) le 10 mai 1995 après avoir sorti précédemment le Feyenoord Rotterdam et Chelsea. Cette finale est notamment marquée par le fantastique but marqué du milieu de terrain et en demi-volée par Nayim qui lobe le gardien anglais David Seaman à la dernière minute de la prolongation de la rencontre.
S'inclinant la saison suivante en Supercoupe de l'UEFA 1995 contre l'Ajax Amsterdam (1-1, 0-4), les Espagnols ne peuvent conserver leur Coupe des coupes en étant sorti par le Deportivo La Corogne (0-1, 1-1) lors de l'édition 1995-1996. Cette élimination marque symboliquement la fin de cette équipe spectaculaire mise en place par Fernández (avec notamment Juan Eduardo Esnáider, Alberto Belsué ou Gustavo Poyet) qui quitte le club en novembre 1996 à la suite de tensions avec divers membres de son vestiaire.

### Les années 2000
Dès 2001, le Real Saragosse qui a subi une certaine mue avec le départ d'un bon nombre de cadres vieillissants remportent la Coupe du Roi (victoire 3-1 face au Celta de Vigo en finale) après une belle 4e place en championnat lors de la saison 1999-2000. Ils doivent ces succès grâce à une excellente défense et au talent de son buteur Savo Milošević). Mais la suite de la décennie est beaucoup plus difficile pour les Aragonais qui sont relégués à l'issue de la saison 2001-2002. De retour dans l'élite lors de la saison 2003-2004, le club est racheté en mai 2006 par l'ambitieux Agapito Iglesias qui veut faire du Real une des plus grandes équipes d'Europe. Il investit ainsi 11 millions d'euros sur Pablo Aimar qui devient rapidement un des chouchous du public. Associé à Diego Milito, l'attaque de Saragosse fait des merveilles et le Real décroche une belle 6e place, à l'issue de la saison 2006-2007.
Malgré les performances de son buteur brésilien Ricardo Oliveira (17 buts) et de Milito (15 buts), la saison 2007-2008 est complètement ratée pour les Aragonais qui, à la surprise générale, terminent 18e au classement et descendent au niveau inférieur. Les trois entraîneurs qui se sont relayés cette année-là n'ont pu empêcher le désastre de cette descente.
Mais le club a des ressources et remonte en première division dès l'année suivante en n'assurant cette montée qu'à la dernière journée et un match nul 2-2 au Rayo Vallecano (buts de David Generelo et Francisco Pavón). Ils terminent la saison 2009-2010 à une anonyme 14e place.
Vers 2011 apparaît le projet de la construction d'une nouvelle enceinte, le Nouveau stade de San José.

## Stade
En 1932, à la création du Real Saragosse, le occupe tout d'abord le Stade de Torrero (et ce jusqu'en 1957). La même année, il reprend également le Terrain de l'Arrabal (appartenent au précédent club du Real Saragosse Club Deportivo). Le Real Saragosse se sert alors du terrain pour ses équipes de jeunes et ses entraînements (le terrain est finalement démoli en 1962).
En 1957, le club emménage dans sa nouvelle antre du stade de La Romareda.
Le Real Saragosse a pour projet de se faire construire un nouveau stade, le nouveau stade de San José.

## Joueurs et personnalités

### Historique des présidents
- José María Gayarre : 1932
- Felipe Lorente : 1934
- Julio Ariño : 1938
- Francisco Caballero : 1941
- Mariano Lasala : 1943
- Antonio Mola : 1945
- Mariano Lasala : 1945
- Carlos Salvador : 1946
- Jesús Valdés : 1948
- José Descartín : 1949
- Julián Abril : 1950
- Emilio Ara : 1952
- Cesáreo Alierta : 1952
- Faustino Ferrer : 1958
- Waldo Marco : 1962
- Alfonso Usón : 1967
- José Ángel Zalba : 1971
- Julio Descartín : 1977
- José Gil Lecha : 1977
- Ricardo de Felipe : 1978
- Armando Sisqués : 1978
- Enrique Laguna : 1984
- Ángel Aznar : 1985
- Miguel Beltrán : 1986
- José Ángel Zalba : 1988
- Alfonso Soláns Serrano : 1992
- Alfonso Soláns Soláns : 1996
- Eduardo Bandrés : 2006
- Agapito Iglesias : 2009
- Salvador Aranere : 2011
- Agapito Iglesias : 2012
- Fernando Molinos : 2012
- Luis Gamón : 2014
- Christian Lapetra : 2014

### Historique des entraîneurs
- Elías Sauca (1932)
- Filipe dos Santos (1932-34)
- Tomás Arnanz (1934)
- Francisco González (1934-35)
- José Planas (1935-36)
- Manuel Olivares (1936-39)
- Tomás Arnanz (1939-41)
- Francisco Gamborena (1941)
- Julio Uritarte - Julio Ostalé (1941)
- Jacinto Quincoces (1941-43)
- Patricio Caicedo (1943-45)
- Tomás Arnanz (1945)
- Juanito Ruiz (1945-46)
- Manuel Olivares (1946-47)
- Antonio Sorribas (1947-48)
- Enrique Soladrero (1948)
- Antonio Macheda (1948)
- Francisco Bru (1948-49)
- Isaac Oceja (1949)
- Juanito Ruiz (1949-50)
- José Planas (1950)
- Luis Urquiri (1950-51)
- Juanito Ruiz (1951)
- Elemér Berkessy (1951-52)
- José Luis Conde (1952)
- Domingo Balmanya (1952-53)
- Pedro Eguiluz (1953-54)
- Edmundo Suárez (1954-56)
- Jacinto Quincoces (1956-58)
- Juan Álvarez Casariego (1958)
- Juan Otxoantezana (1958-59)
- Edmundo Suárez (1959-60)
- Rosendo Hernández (1960)
- César Rodríguez (1960-63)
- Antoni Ramallets (1963-64)
- Luis Belló (1964)
- Roque Olsen (1964-65)
- Louis Hon (1965-66)
- Ferdinand Daučík (1966-67)
- Andrés Lerín (1967)
- Roque Olsen (1967-68)
- César Rodríguez (1968-69)
- Héctor Rial (1969-70)
- Cheché Martín (1970)
- Domingo Balmanya (1970-71)
- García Traid (1971)
- Rosendo Hernández (1971)
- Juan Jugo (1971)
- Rafael Iriondo (1971-72)
- Luis Cid Carriega (1972-76)
- Lucien Muller (1976-77)
- Arsenio Iglesias (1977-78)
- Vujadin Boškov (1978-79)
- Manolo Villanova (1979-81)
- Leo Beenhakker (1981-84)
- Enzo Ferrari (1984-85)
- Luis Costa (1985-87)
- Manuel Villanova (1987-88)
- Radomir Antić (1988-90)
- Ildo Maneiro (1990-91)
- Víctor Fernández (1991-96)
- Víctor Espárrago (1996-97)
- Luis Costa (1997-98)
- Chechu Rojo (1998-00)
- Juanma Lillo (2000)
- Luis Costa (2000-01)
- Chechu Rojo (2001-02)
- Luis Costa (2002)
- Marcos Alonso (2002)
- Paco Flores (2002-04)
- Víctor Muñoz (2004-06)
- Víctor Fernández (2006-08)
- Ander Garitano (2008)
- Javier Irureta (2008)
- Manolo Villanova (2008)
- Marcelino García Toral (2008-09)
- José Aurelio Gay (2009-10)
- Javier Aguirre (2010-11)
- Manolo Jiménez (2012-13)
- Paco Herrera (2013-14)
- Víctor Muñoz (2014)
- Ranko Popović (2014-15)
- Lluís Carreras (2015-16)
- Luis Milla (2016)
- Raül Agné (2016-17)
- César Láinez (2017)
- Natxo González (2017-18)
- Imanol Idiakez (2018)
- Lucas Alcaraz (2018)
- Víctor Fernández (2018-2020)
- Ruben Baraja (depus 2020)

### Joueurs emblématiques
Les joueurs suivants sont emblématiques pour les records qu'ils ont battu au sein du Real Saragosse :
- Plus grand nombre de matches au Real Saragosse : Xavier Aguado (473), Violeta (471), Juan Manuel Villa (382).
- Plus de minutes jouées sous le maillot du Real Saragosse : Xavier Aguado (33 480), Violeta (29 042), Señor (26 984).
- Meilleur buteur : Marcelino Martínez (117), Joaquín Murillo (113), Pichi Alonso (112).
- Meilleur buteur sur une seule saison : Ewerthon (28), Juan Seminario (25).
- Joueur étranger ayant disputé le plus de matches : Gustavo Poyet (239), (63 buts).
- Plus grand nombre d'expulsions : Xavier Aguado (18), Luis Carlos Cuartero (8), Alberto Belsué (6).
- Trophée de meilleur buteur : Juan Seminario (25 buts) (1961-62)

### Anciens joueurs
- Andreas Brehme
- Pablo Aimar
- Roberto Ayala
- Juan Barbas
- Sergio Berti
- Fernando Cáceres
- Juan Pablo Carrizo
- Andrés D'Alessandro
- Juan Eduardo Esnáider
- Darío Franco
- Leo Franco
- Luciano Galletti
- Kily González
- Gustavo López
- Diego Milito
- Gabriel Milito
- Daniel Montenegro
- Leonardo Ponzio
- Marcelo Trobbiani
- Jorge Valdano
- Otto Konrad
- Álvaro
- Cafu
- Canário
- Edmílson
- Ewerthon
- Paulo Jamelli
- Gustavo Nery
- Ricardo Oliveira
- Sávio
- Bojidar Iskrenov
- Nasko Sirakov
- Patricio Yáñez
- Franck Songo'o
- Abel Aguilar
- Romaric
- Marko Babić
- Mate Bilić
- Alen Peternac
- Jiří Jarošík
- Xavier Aguado
- Pablo Alfaro
- José María Amorrortu
- Santiago Aragón
- Agustín Aranzábal
- Javier Arizmendi
- Alberto Belsué
- Cani
- Andoni Cedrún
- Quique Sánchez Flores
- Gabi
- Salva García
- Sergio García
- Rafael García Cortés
- Óscar González Marcos
- Josep Gonzalvo
- Ander Herrera
- Francisco Higuera
- Paco Jémez
- Juanele
- Juanfran
- Manuel Olivares Lapeña
- Carlos Lapetra
- Marcelino Martínez
- Javi Moreno
- Fernando Morientes
- José Maria Movilla
- Víctor Muñoz
- Joaquín Murillo
- Nayim
- Juan José Nogués
- Miguel Pardeza
- Francisco Pavón
- Gerard Piqué
- Enrique Porta
- Severino Reija
- César Sánchez
- Pruden
- Eleutério Santos
- Juan Antonio Señor
- Miquel Soler
- Fernando Soriano
- Marcos Vales
- David Villa
- Juan Manuel Villa
- Francisco Villarroya
- José Luis Violeta
- Juan Vizcaíno
- Yordi
- Alberto Zapater
- Peter Luccin
- Stéphane Pignol
- Florent Sinama-Pongolle
- Ádám Pintér
- Béla Sárosi
- Pablo Barrera
- Efraín Juárez
- Ikechukwu Uche
- Roberto Acuña
- Raúl Amarilla
- José Luis Chilavert
- Carlos Diarte
- Frank Rijkaard
- Sigi Martínez
- Miguel Rebosio
- Juan Seminario
- Cezary Wilk
- Fábio Coentrão
- Fernando Meira
- Hélder Postiga
- Rui Jordão
- Rúben Micael
- Constantin Gâlcă
- Dorin Mateuț
- Cristian Săpunaru
- Vladislav Radimov
- Stefan Babović
- Ivan Obradović
- Goran Drulić
- Slobodan Komljenović
- Savo Milošević
- Gary Sundgren
- Carlos Diogo
- Gustavo Poyet
- Rubén Sosa
- Radomir Antić
- Ivica Šurjak

## Bilan sportif

### Palmarès
- Coupe d'Espagne (6)
  - Vainqueur : 1964, 1966, 1986, 1994, 2001, 2004
  - Finaliste : 1963, 1965, 1976, 1993, 2006
- Supercoupe d'Espagne (1)
  - Vainqueur : 2004
  - Finaliste : 1994, 2001
- Coupe d'Europe des Vainqueurs de Coupe (1)
  - Vainqueur : 1995
  - Demi-finaliste : 1987
- Supercoupe de l'UEFA
  - Finaliste : 1995
- Coupe des villes de foires (1)
  - Vainqueur : 1964
  - Finaliste : 1966
- Championnat d'Espagne de D2 (1)
  - Champion : 1978
- Championnat d'Espagne
  - Vice-champion : 1975
  - Troisième : 1961, 1965, 1974 et 1994

### Chiffres-clés et records
- Saisons en 1re Division : 58
- Saisons en 2e Division : 22
- Saisons en 3e Division : 4
- Meilleure place en championnat : 2e (Saison 1974-75)
- Plus mauvaise place en championnat : 20e (Saison 2001-02, Saison 2012-13)
- Classification historique du club en Espagne : 9º
- Plus grand nombre de buts marqués sur un seul match :
  - À la maison : Real Saragosse (8-1) Español de Barcelone (1978/79), Real Saragosse (8-1) Séville FC (1987/88)
  - À l'extérieur : Elche CF (2-7) Real Saragosse (1960/61)
- Plus grand nombre de buts encaissés sur un seul match :
  - À la maison : Real Saragosse (1-7) Real Madrid (1987/88)
  - À l'extérieur : Athletic Bilbao (10-1) Real Saragosse (1951/52)

## Image et identité

### L'hymne du club
L'hymne officiel du club est composé par Juan Ignacio Notario Romeo en castillan (version officielle) et en aragonais (version non officielle).

### Blasons
Le Real Saragosse a utilisé au cours de son histoire à de nombreux blasons différents :

Logo du Zaragoza CD
1951-2007 et depuis 2012
2007-2012